# Gyalulás (fémmegmunkálás)
A gyalulás egyélű szerszámmal, egyenes vonalú, váltakozó irányú főmozgással és szakaszos mellékmozgással (előtolással) végzett forgácsolás. A gyalulás rokon művelete a vésés. Közös jellemzőjük, hogy a forgács keresztmetszete állandó.

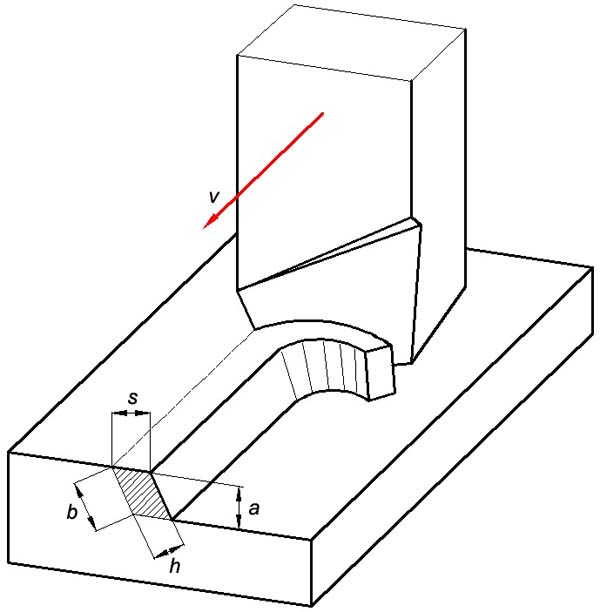
A gyalulás forgácsolási viszonyai

A gyalulás sík felületek megmunkálására alkalmas. A forgácsolómozgást vagy a munkadarab (hosszgyalulás), vagy a szerszám (harántgyalulás) végzi. Az előtolómozgást szintén végezheti a munkadarab is (harántgyalulás) és a szerszám is (hosszgyalulás). A szerszám csak a munkalöket alatt forgácsol. Visszafutás után, a munkalöket előtt a munkadarab vagy a szerszám a beállított előtolással elmozdul.

## Gyalugépek
A gyalugépeket főleg sík vagy síkokból összetett felületek megmunkálására használják. A gyaluláshoz választott gép típusa döntően a munkadarab nagyságától függ. A kisebb munkadarabokat harántgyalugépeken, a nagyobbakat hosszgyalugépeken lehet megmunkálni.

### Harántgyalugép
A harántgyalugépek kis és közepes méretű (1000 mm-nél rövidebb) munkadarabok függőleges vagy ferde helyzetű, sík, lépcsős, esetleg alakos felületeinek megmunkálására alkalmasak. Jellemzőjük, hogy az egyenes vonalú, váltakozó irányú vízszintes forgácsoló mozgást (főmozgást) a szerszám végzi. A főmozgásra merőleges, kettőslöketenkénti előtolómozgást vízszintes síkfelületek gyalulásakor a munkadarab, függőleges vagy ferde helyzetű síkfelületek megmunkálásakor a szerszám végzi. A fogást is a szerszámmal lehet venni.

A kulisszás hajtómű elve

A géptest üreges öntvény, aminek felső, vízszintes vezetékén mozog jobbra-balra a kos a ráerősített kosfejjel, oldalsó függőleges vezetékén pedig fel-le a szán (keresztszán). A keresztszán magassági irányban csavarorsó és anya segítségével kézzel állítható, és tetszés szerinti helyzetben rögzíthető. A keresztszán homloklapján kialakított vezetéken csúszik az asztal, amelyet a mellékhajtómű mozgat (előtoló mozgás), de csak a holtlöket alatt. Az asztal üreges öntvény, felső részén és oldallapjain T-hornyok vannak a munkadarab, illetve a készülék felfogására. A kisméretű munkadarabokat a gép asztalára erősített gépsatuba fogják. A nagyobb méretű darabokat közvetlenül a gép asztalára lehet felfogni az asztal T-hornyainak felhasználásával.
A főhajtás a motorról szíjhajtáson és tengelykapcsolón keresztül jut a hajtóműbe, ami a forgattyútárcsa fogaskoszorúját hajtja. A forgattyútárcsa homloklapján kialakított vezetékben csúszik a sugárirányban állítható forgattyúcsapszán a rajta lévő forgattyúcsappal. A lökethossz állítása kívülről történik kúpkerékpár és csavarorsó segítségével. A forgattyúcsapon levő csúszka (kulissza) forgás közben a himba vezetékében csúszik, miközben lengőmozgást végez a géptestben rögzített csap körül, és előre-hátra mozgatja a kost a csatlakozó rúdon keresztül.
Mind a munkalöket, mind a holtlöket sebessége a löketen belül is változó, a munkalöket lassabb, a vissza mozgás gyorsabban történik.  A mellékhajtómű kilincsműves megoldású, amely a lengőhimbás hajtóműről levezetett forgómozgást az asztal szakaszos mellékmozgásává alakítja át.

### Hosszgyalugép
A hosszgyalugépek közepes hosszúságú és hosszú (1000–2000 mm) munkadarabokon vízszintes, függőleges és ferde helyzetű sík, lépcsős, esetleg alakos felületek megmunkálására alkalmasak. Jellemzőjük, hogy az egyenes vonalú, váltakozó irányú, vízszintes forgácsoló főmozgást a gépasztalra fogott munkadarab, a vízszintes, függőleges vagy ferde irányú szakaszos előtolómozgást a szerszám végzi. A fogást is a szerszámmal kell venni. A termelékenység növelésére több, 2–4 késszánjuk van, így egyidejűleg több szerszám is forgácsolhat. Vannak olyan hosszgyaluk is, amelyekkel előre- és hátramenetben egyaránt lehet forgácsolni.
Az ágy szekrényes kivitelű üreges öntvény, benne helyezkedik el az asztalmozgató szerkezet. Az ágy két oldalán egy-egy állvány van, amelyeket felül merevítő híd fog össze. Az állványok mellső részén függőleges vezetékrendszer van, ezen csúszik a felső szánokat hordozó gerenda és az oldalsó szán. A főhajtás tengelykapcsolója a lassú munkamenetet és a gyors hátrafutást kapcsolja. A munkalökethez 3–6 sebességfokozat állítható. A hátrafutás mindig azonos, nagy sebességű. A mellékhajtómű szakaszos működésű kilincsmű.

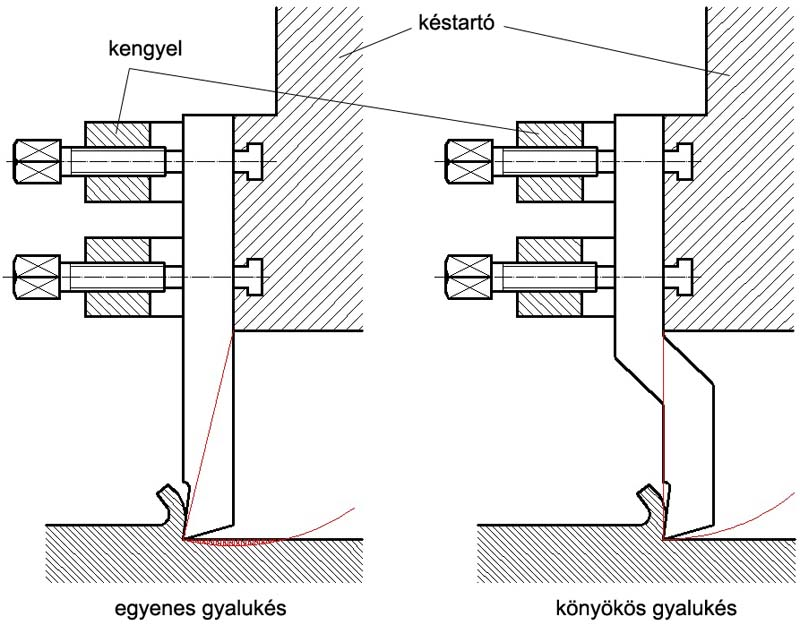
Egyenes és könyökös gyalukés forgácsolási viszonyai

## A gyalulás szerszámai
A gyaluláshoz alkalmazott szerszámok szabályos élgeometriájú, egyélű forgácsolókések, legtöbbször gyorsacél, ritkábban keményfémlapkával. Gyaluláshoz általában az esztergakések is felhasználhatók. A speciálisan gyaluláshoz készített szerszámok főleg hosszúságukban térnek el az esztergakésektől.
A gyalukések kétféle szárkialakítással készülnek: egyenes és könyökös kivitelben. Egyenes szárú kés esetén a szerszámcsúcs előbbre áll, mint a forgáspont, ezért a kés elhajláskor a kör mentén belemetsz a már megmunkált felületbe. Ilyenkor a fogásmélység az eredetileg beállított értéknél nagyobb lesz, ez a kés nagyobb terhelését jelenti, ami tovább növeli a kés elhajlását. Ezt a nem kívánt jelenséget a könyökös szárú kés alkalmazásával el lehet kerülni.
A gyalukések készülhetnek tömör gyorsacélból, tompán hegesztett gyorsacél fejjel, gyorsacéllapkás és keményfémlapkás kivitelben.